# Geoff Thompson
Geoff Thompson, né le 23 août 1945, est un ancien président de la Fédération d'Angleterre de football. 
Geoff Thompson a longtemps été directeur général des Doncaster Rovers. Il est ensuite devenu président de la Fédération de Sheffield & Hallamshire, avant d'être élu Président de la FA en 1999, poste qu'il a occupé jusqu'en janvier 2008. Auparavant, il avait été élu vice-président de la FIFA, le 30 mai 2007, remplaçant ainsi John Mc Beth.
En dehors du football, il travaille comme juge d'instruction.